# Orophyte
Une orophyte ou plante orophyle, en écologie végétale, est une plante dont la répartition se limite aux hautes altitudes de montagnes (étage subalpin). Il est souvent suivi du nom de la zone concernée. Par exemple : orophyte pyrénéen, orophyte alpin.
Si l'orophyte concerne un seul massif montagneux, cela veut dire que l'espèce y est endémique. Toutefois, dans son sens général, ce terme n'est pas synonyme d'endémique d'un massif montagneux spécifique ; en effet, une même plante peut être recensée dans divers massifs montagneux dispersés ou éloignés, comme l'europhyte euro-américain qui qualifie les plantes des hautes montagnes d'Europe et d'Amérique du Nord.

## Adaptations
Les orophytes présentent des adaptations morphologiques (tiges courtes, feuilles épaisses, fleurs aux couleurs vives pour attirer les insectes pollinisateurs moins abondants durant la courte durée de la saison de reproduction, plantes en coussin denses pour les chaméphytes herbacés, forme en krummholz pour les ligneux, ramifiés à la base pour les chaméphytes suffrutescents et frutescents) et physiologiques (endurcissement en automne : modifications des propriétés des membranes cellulaires, accumulation de réserve, accumulation d'osmolytes) et écologiques (saison de végétation très courte : croissance lente et floraison rapide).

## Quelques exemples de plantes orophytes
- Lis des Pyrénées, Fétuque eskia (Orophytes pyrénéens, endémiques des Pyrénées)
- Épervière orangée (Orophyte européen, non endémique)